# Glimmalmätare
Glimmalmätare (Eupithecia venosata) är en fjärilsart som beskrevs av Johan Christian Fabricius 1787. Glimmalmätare ingår i släktet Eupithecia och familjen mätare. Enligt den finländska rödlistan är arten nära hotad i Finland. Arten är reproducerande i Sverige. Artens livsmiljö är torra gräsmarker. Inga underarter finns listade i Catalogue of Life.

## Bildgalleri

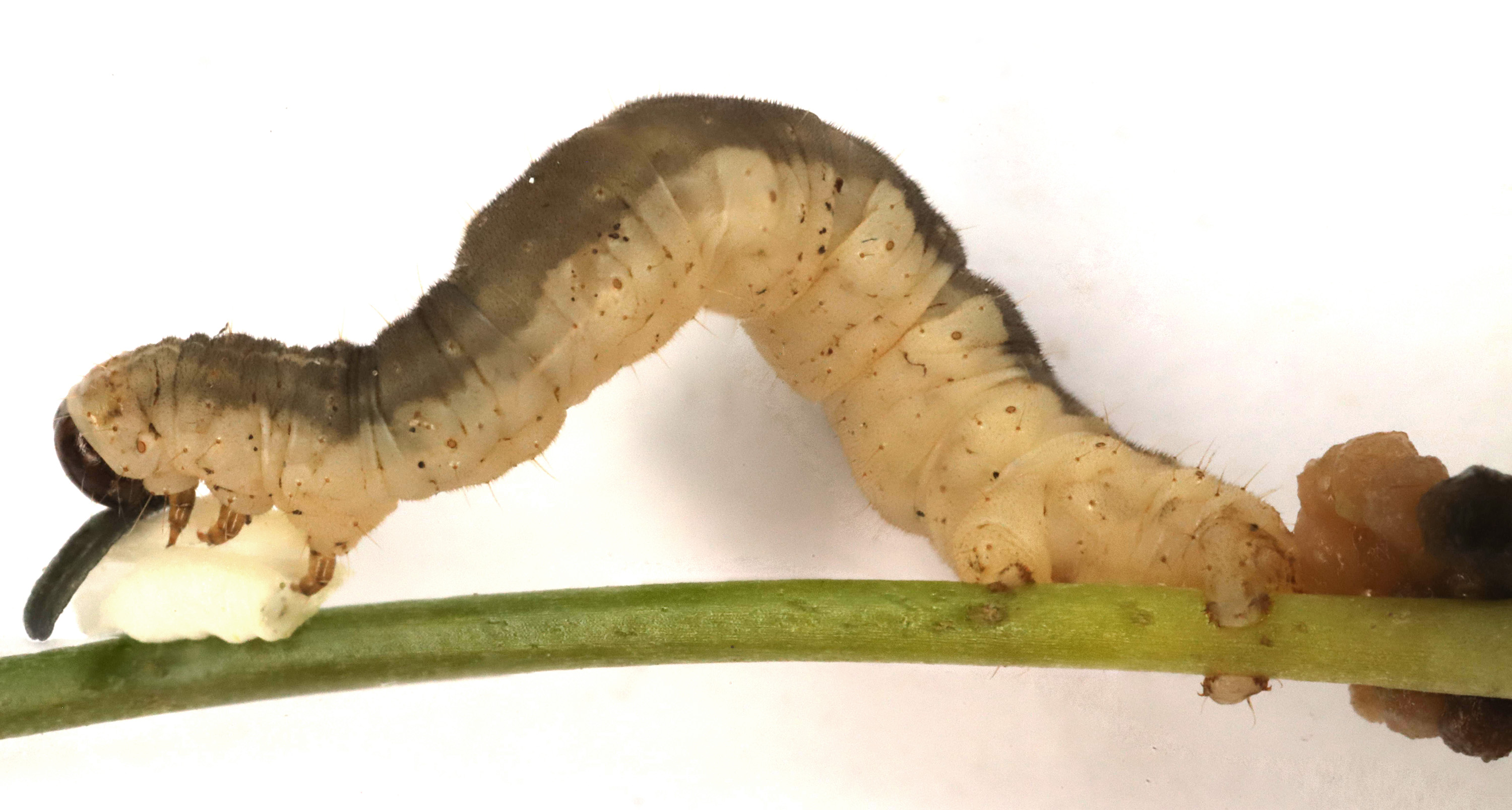
Fjärilens larv
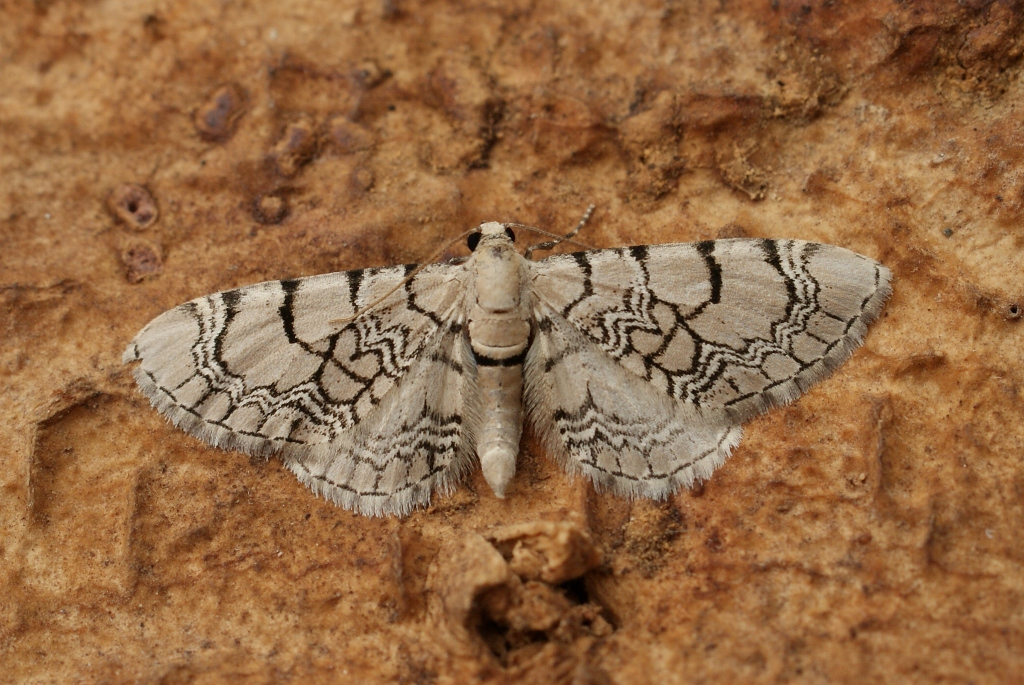
Imago fjäril.
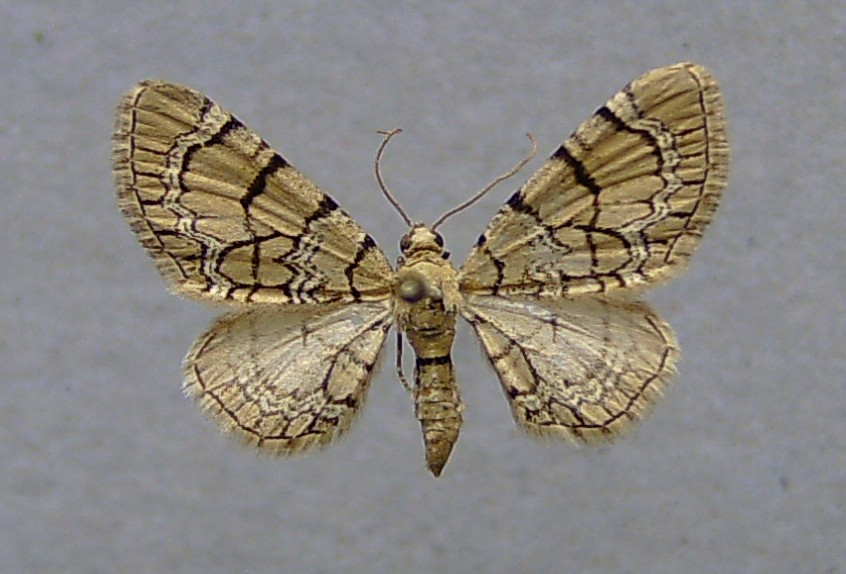
Preparerad (uppnålad) imago fjäril.